# Poligon atomowy

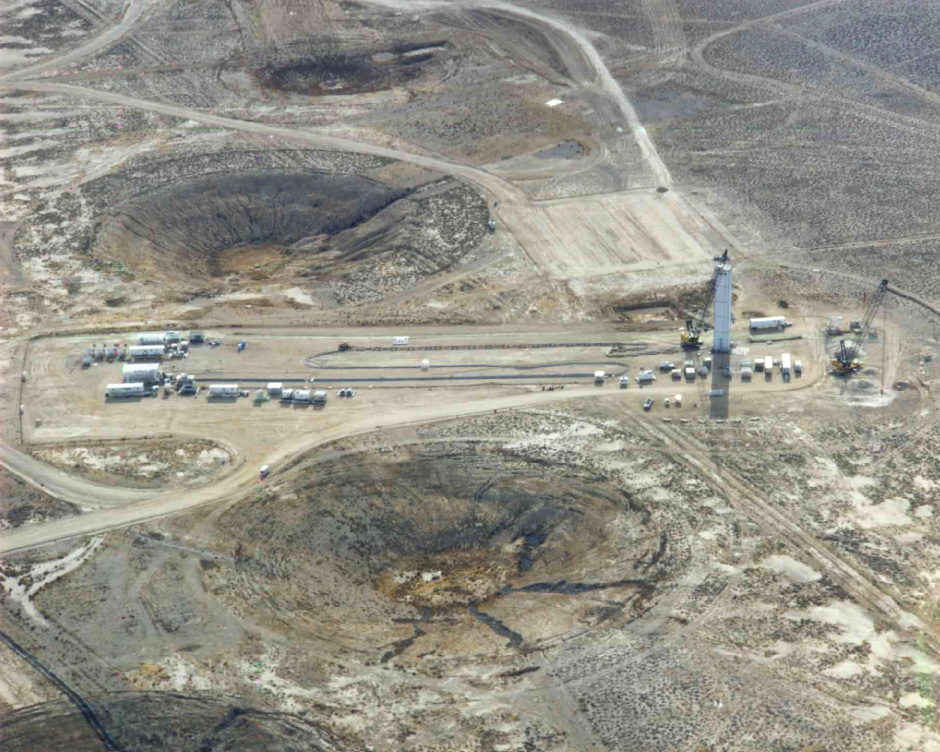
Amerykański poligon nuklearny Nevada

Poligon atomowy (nuklearny, jądrowy) – teren przeznaczony i specjalnie przygotowany do przeprowadzania testów z bronią jądrową. Poligony takie zakładano w okolicach mało zaludnionych, np. pustyniach, samotnych wyspach na oceanach. Przeważająca część poligonów atomowych znajdowała się na półkuli północnej, na której zamieszkuje większość ludności naszej planety. Mimo że w chwili obecnej większość z nich już nie funkcjonuje, obszary te są do dzisiaj bardzo skażone.

## Najważniejsze poligony atomowe
| Lp. | Nazwa poligonu                   | Lokalizacja        | Państwo dokonujące prób  | Ilość prób |
| --- | -------------------------------- | ------------------ | ------------------------ | ---------- |
| 1   | Poligon Nevada                   | Ameryka Północna   | USA i Wielka Brytania    | 925 prób   |
| 2   | Wyspy Marshalla Enewetak, Bikini | Ocean Spokojny     | USA                      | 63 próby   |
| 3   | Johnston                         | Ocean Spokojny     | USA                      | 42 próby   |
| 4   | Wyspy Bożego Narodzenia          | Ocean Spokojny     | Wielka Brytania i USA    | 21 prób    |
| 5   | Wyspy Monte Bello                | Ocean Indyjski     | Wielka Brytania          | 1 próba    |
| 6   | Maralinga i Woomera              | Australia          | Wielka Brytania          | 9 prób     |
| 7   | Nowa Ziemia                      | Ocean Arktyczny    | ZSRR                     | 203 próby  |
| 8   | Semipałatyńsk                    | Kazachstan         | ZSRR                     | 513 prób   |
| 9   | Reggane i Ekker (Sahara)         | Algieria           | Francja                  | 17 prób    |
| 10  | Atol Mururoa                     | Ocean Spokojny     | Francja                  | 193 próby  |
| 11  | Lob-nor                          | Takla Makan        | Chińska Republika Ludowa | 45 prób    |
| 12  | Pokharan                         | Radżastan          | Indie                    | 6 prób     |
| 13  | Chagai Hills                     | Beludżystan        | Pakistan                 | 6 prób     |
| 14  | Punggye-ri                       | Półwysep Koreański | Korea Północna           | 3 próby    |